# Agoria (organisation)
Cet article concerne l'organisation patronale belge. Pour le compositeur et producteur français, voir Agoria.
Agoria, auparavant connue sous le nom de Fabrimétal, est une organisation patronale sectorielle belge. Elle est spécialisée dans l'industrie technologique et représente 1 700 entreprises membres et plus de 275 000 travailleurs.

## Historique
Issue de la Fédération des constructeurs (en néerlandais : Federatie van Fabrikanten), fondée en 1906, Fabrimétal, la Fédération des entreprises de l’industrie des fabrications métalliques (en néerlandais : Fabrimetal, de Federatie van de ondernemingen der metaalwerkende nijverheid) voit le jour en 1946. Au plus fort de son activité, elle regroupait 1 200 entreprises des secteurs de l’industrie métallique, de la construction électrique et de la transformation des matières plastiques.
Le 9 novembre 2000, le changement de nom de Fabrimétal, rebaptisée Agoria, a été annoncé par l’ancien administrateur délégué Philippe de Buck et l’ancien président John Cordier. Le nom Fabrimétal faisait trop référence au secteur de la métallurgie or le but était de faire adhérer de nouvelles entreprises technologiques à la fédération.
L’actuelle Agoria compte plus de 1 900 entreprises membres issues de l’industrie manufacturière et des secteurs numérique et des télécommunications. Avec 125,20 milliards d’euros de chiffre d’affaires en 2018, ces secteurs génèrent au total pas moins de 9 % de la valeur ajoutée du secteur privé en Belgique. Ils représentent 310 000 emplois directs et autant d’emplois indirects. Agoria est la fédération la plus importante au sein de la Fédération des entreprises de Belgique (FEB).

## Structure
Agoria est gérée par des entreprises belges. L’actuel président du Conseil d'administration est René Branders. Au niveau régional, la fédération est constituée d’Agoria Wallonie, d’Agoria Bruxelles et d’Agoria Vlaanderen. Au niveau intersectoriel, Agoria est affiliée à la Fédération des entreprises de Belgique (FEB).
| Période      | Président                |
| Fabrimetal   | Fabrimetal               |
| ------------ | ------------------------ |
| 1946-1952    | Léon-Antoine Bekaert     |
| 1953-1965    | Félix Leblanc            |
| 1965-1971    | Georges Moens de Fernig  |
| 1971-1977    | Marc Verhaeghe de Naeyer |
| 1977-1983    | Philippe Saverys         |
| 1983-1989    | Eugène Van Dyck          |
| 1989-1993    | Richard Gandibleux       |
| 1993-1999    | Karel Vinck              |
| 1997-1999    | Julien De Wilde          |
| 1999-2000    | John Cordier             |
| Agoria       |                          |
| 2000-2002    | John Cordier             |
| 2002-2007    | Thomas Leysen            |
| 2007-2008    | Francis Verheughe        |
| 2009-2010    | Paul Depuydt             |
| 2010-2016    | Christ'l Joris           |
| 2016-2019    | Marc De Groote           |
| 2019-2023    | René Branders            |
| 2023-présent | Lode Peeters             |

| Période      | Administrateur délégué            |
| Fabrimetal   | Fabrimetal                        |
| ------------ | --------------------------------- |
| 1971-1987    | Jacques De Staercke               |
| 1987-2000    | Philippe de Buck van Overstraeten |
| Agoria       |                                   |
| 2000-2001    | Philippe de Buck van Overstraeten |
| 2001-2013    | Paul Soete                        |
| 2013-2021    | Marc Lambotte                     |
| 2021-présent | Bart Steukers                     |